# 아쿠 유
아쿠 유(일본어: 阿久 悠, 1937년 2월 7일 ~ 2007년 8월 1일)은 일본 효고현 출신의 작가, 작사가이다. 본명은 후카다 히로유키(深田 公之)이며, 아쿠 유는 필명이다. 그 외에 타무 세이진(多夢 星人), 스모토 메이지(洲本 明治)라는 필명도 사용했다.
메이지 대학 문학부 졸업 후 광고 대리점에 취직하였으나, 사직하고 프리랜서가 되었다. 이후 텔레비전과 라디오 프로그램 기획 및 구성, 작사, 소설, 에세이 등 다양한 분야에서 활동하였다. 2007년 향년 70세를 일기로 사망하였다.

## 생애
1937년 2월 7일 일본 효고 현 츠나 군 아이하라 촌(현재의 스모토시 고시키 정)에서 당시 순사였던 후카다 토모요시(深田友義)와 요시노(ヨシノ)의 차남으로 태어났다. 아쿠의 형은 해군 지원병으로 참전하였으나 1945년 종전 1개월을 남기고 전사하였다.
츠시 소학교, 고시키 중학교, 효고 현립 스모토 고등학교를 거쳐 1955년 도쿄 메이지 대학 문학부 문학과 일본문학 전공에 입학하였다. 1959년 대학 졸업 후 광고 대리점 센코 사에 입사하여 여러 방송 프로그램 및 광고의 기획과 제작을 담당하였으며, 1964년 여름부터 오피스 투 원에 소속되어 필명 아쿠 유(阿久 悠)로 방송 프로그램 대본을 쓰기 시작하였다. 이후 1966년 센코 사를 정식으로 퇴사하고 방송작가로서 활동하게 되었고, 1967년 11월 더 몹스(ザ・モップス)에게 제공한 《아침까지 기다릴 수 없어》(朝まで待てない)를 통해 작사가로 정식 데뷔하였다.
1971년부터는 자신이 기획한 오디션 프로그램 《스타 탄생!》의 심사위원으로 출연하여 여러 가수들을 발굴하였다. 또 이 해 오자키 키요히코(尾崎紀世彦)에게 제공한 《다시 만날 날까지》(また逢う日まで)이 제13회 일본 레코드 대상 대상과 제2회 일본가요대상을 수상하였다. 아쿠가 작사한 곡의 수는 약 5,000여 곡 이상이다.
한편 아쿠는 《세토우치 소년야구단》(瀬戸内少年野球団), 《살인광시대 유리에》(殺人狂時代ユリエ) 등 다수의 문학 작품도 집필하였다. 1997년 키쿠치 칸 상을 수상하였고, 1999년 자수포장을 수장하였다.
2007년 8월 1일 요관암으로 향년 70세를 일기로 사망하였다. 사망 당일 일본 정부로부터 욱일소수장이 수훈되었으며, 이 해 12월 일본 레코드 대상 특별상과 특별공로상을 수상하였다. 4년 후인 2011년 10월 28일에는 모교 메이지 대학의 스루가다이 캠퍼스에 아쿠 유 기념관이 개관하였다.
아쿠는 1964년 고지마 유코와 결혼하였으며, 1965년 장남을 출산하였다.

## 주요 작품

### 작사
이 목록은 아쿠 유가 작사한 곡 중, 수필집 《가요곡의 시대 - 노래 모습 사람 모습》(歌謡曲の時代 -歌もよう人もよう-)에 항목으로 다뤄진 곡을 중심으로 나열한 것이다.
| 일본어 제목                  | 한국어 번역                     | 발매년 | 작곡자            | 가수                                    | 비고                                                        |
| ---------------------------- | ------------------------------- | ------ | ----------------- | --------------------------------------- | ----------------------------------------------------------- |
| 朝まで待てない               | 아침까지 기다릴 수 없어         | 1967년 | 무라이 쿠니히코   | 더 몹스                                 | 실질적인 작사가 데뷔곡                                      |
| 白いサンゴ礁                 | 하얀 산호초                     | 1969년 | 무라이 쿠니히코   | 즈니브                                  |                                                             |
| 白い蝶のサンバ               | 하얀 나비의 삼바                | 1970년 | 이노우에 카츠오   | 모리야마 카요코                         |                                                             |
| 真夏のあらし                 | 한여름의 폭풍                   | 1970년 | 가와구치 마코토   | 사이고 테루히코                         |                                                             |
| ざんげの値打ちもない         | 참회의 가치도 없어              | 1970년 | 무라이 쿠니히코   | 기타하라 미레이                         |                                                             |
| また逢う日まで               | 다시 만날 날까지                | 1971년 | 츠츠미 쿄헤이     | 오자키 키요히코                         | 1971년 일본레코드대상 대상 1971년 일본가요대상 대상         |
| さらば涙と言おう             | 안녕 눈물이라고 말하자          | 1971년 | 스즈키 쿠니히코   | 모리타 켄사쿠                           |                                                             |
| ピンポンパン体操             | 핑퐁팡 체조                     | 1971년 | 고바야시 아세이   | 카나모리 세이와 스기나미 아동 합창단    |                                                             |
| 京都から博多まで             | 교토에서 하카타까지             | 1972년 | 이노마타 코쇼     | 후지 케이코                             |                                                             |
| あの鐘を鳴らすのはあなた     | 그 종을 울리는 것은 당신        | 1972년 | 모리타 코이치     | 와다 아키코                             |                                                             |
| ミュンヘンへの道             | 뮌헨으로의 길                   | 1972년 | 와타나베 타케오   | 허니 나이츠                             |                                                             |
| どうにもとまらない           | 아무리 해도 멈추지 않아         | 1972년 | 토쿠라 슌이치     | 야마모토 린다                           |                                                             |
| 恋唄                         | 연가                            | 1972년 | 스즈키 쿠니히코   | 우치야마다 히로시와 쿨 파이브           |                                                             |
| せんせい                     | 선생님                          | 1972년 | 엔도 미노루       | 모리 마사코                             |                                                             |
| ジョニイへの伝言             | 죠니에게의 전언                 | 1973년 | 토쿠라 슌이치     | 페드로 & 캐프리셔스                     | 1973년 일본레코드대상 작사상                                |
| ウルトラマンタロウ           | 울트라맨 타로                   | 1973년 | 가와구치 마코토   | 다케무라 타로 & 소년소녀합창단 미즈우미 |                                                             |
| コーヒーショップで           | 커피 숍에서                     | 1973년 | 미키 타카시       | 아베 시즈에                             |                                                             |
| 街の灯り                     | 거리의 불빛                     | 1973년 | 하마 케이스케     | 사카이 마사아키                         |                                                             |
| わたしの青い鳥               | 나의 파랑새                     | 1973년 | 나카무라 야스시   | 사쿠라다 준코                           |                                                             |
| 五番街のマリーへ             | 5번가의 마리에게                | 1973년 | 토쿠라 슌이치     | 페드로 & 캐프리셔스                     |                                                             |
| 冬の旅                       | 겨울의 여행                     | 1973년 | 이노마타 코쇼     | 모리 신이치                             |                                                             |
| 恋のダイヤル6700             | 사랑의 다이얼 6700              | 1973년 | 이노우에 타다오   | 핑거5                                   |                                                             |
| 学園天国                     | 학원천국                        | 1974년 | 이노우에 타다오   | 핑거5                                   |                                                             |
| さらば友よ                   | 안녕 친구여                     | 1974년 | 이노마타 코쇼     | 모리 신이치                             | 1974년 일본작사대상 대상                                    |
| ひまわり娘                   | 해바라기 아가씨                 | 1974년 | 슈키 레비         | 이토 사키코                             |                                                             |
| 宇宙戦艦ヤマト               | 우주전함 야마토                 | 1974년 | 미야카와 히로시   | 사사키 이사오                           |                                                             |
| 乙女のワルツ                 | 소녀의 왈츠                     | 1975년 | 미키 타카시       | 이토 사키코                             |                                                             |
| 時の過ぎゆくままに           | 시간이 흘러가는 대로            | 1975년 | 오오노 카츠오     | 사와다 켄지                             | 1975년 일본작사대상 대중상                                  |
| 下宿屋                       | 하숙집                          | 1975년 | 모리타 코이치     | 모리타 코이치와 탑 갤런                 |                                                             |
| 北の宿から                   | 북녘의 여관에서                 | 1975년 | 고바야시 아세이   | 미야코 하루미                           | 1976년 일본레코드대상 대상 1976년 일본작사대상 대상         |
| おもいで岬                   | 추억의 곶                       | 1976년 | 가와구치 마코토   | 니이누마 켄지                           |                                                             |
| 二日酔い                     | 숙취                            | 1976년 | 모리타 코이치     | 아즈사 미치요                           |                                                             |
| おまえさん                   | 당신                            | 1976년 | 니와 마사키       | 키노미 나나                             |                                                             |
| 人間はひとりの方がいい       | 인간은 혼자인 것이 좋다         | 1976년 | 모리타 코이치     | 모리타 코이치와 탑 갤런                 |                                                             |
| 水中花                       | 수중화                          | 1976년 | 이노우에 타다오   | 이노우에 타다오                         |                                                             |
| 目覚めた時には晴れていた     | 잠에서 깼을 때에는 화창했었지   | 1976년 | 사카타 코이치     | 덴쇼바토                                |                                                             |
| 嫁に来ないか                 | 시집오지 않을래                 | 1976년 | 가와구치 마코토   | 니이누마 켄지                           |                                                             |
| ペッパー警部                 | 페퍼 경부                       | 1976년 | 토쿠라 슌이치     | 핑크 레이디                             |                                                             |
| 青春時代                     | 청춘시대                        | 1976년 | 모리타 코이치     | 모리타 코이치와 탑 갤런                 |                                                             |
| 若き獅子たち                 | 젊은 사자들                     | 1976년 | 미키 타카시       | 사이죠 히데키                           |                                                             |
| ふり向くな君は美しい         | 돌아보지 마라, 너는 아름다워    | 1976년 | 미키 타카시       | 더 버즈                                 |                                                             |
| 津軽海峡・冬景色             | 츠가루 해협 겨울 풍경           | 1976년 | 미키 타카시       | 이시카와 사유리                         | 1977년 일본작사대상 대중상                                  |
| さよならをいう気もない       | 안녕이라고 말할 생각도 없어     | 1977년 | 오오노 카츠오     | 사와다 켄지                             |                                                             |
| 勝手にしやがれ               | 마음대로 해                     | 1977년 | 오오노 카츠오     | 사와다 켄지                             | 1977년 일본레코드대상 대상 1977년 일본작사대상 대상         |
| 気まぐれヴィーナス           | 변덕쟁이 비너스                 | 1977년 | 모리타 코이치     | 사쿠라다 준코                           |                                                             |
| 気絶するほど悩ましい         | 기절할 정도로 괴로워            | 1977년 | 우메가키 타츠시   | Char                                    |                                                             |
| ワインカラーのときめき       | 와인 컬러의 설렘                | 1977년 | 모리타 코이치     | 아라이 만                               |                                                             |
| 思秋期                       | 사추기                          | 1977년 | 미키 타카시       | 이와사키 히로미                         |                                                             |
| 東京物語                     | 도쿄 이야기                     | 1977년 | 가와구치 마코토   | 모리 신이치                             |                                                             |
| サムライ                     | 사무라이                        | 1978년 | 오오노 카츠오     | 사와다 켄지                             |                                                             |
| 狼なんか怖くない             | 늑대따위는 두렵지 않아          | 1978년 | 요시다 타쿠로     | 이시노 마코                             |                                                             |
| サウスポー                   | 사우스포                        | 1978년 | 토쿠라 슌이치     | 핑크 레이디                             |                                                             |
| あざやかな場面               | 신선한 장면                     | 1978년 | 미키 타카시       | 이와사키 히로미                         |                                                             |
| 林檎抄                       | 사과초                          | 1978년 | 가와구치 마코토   | 모리 신이치                             |                                                             |
| 林檎殺人事件                 | 사과 살인 사건                  | 1978년 | 호구치 유스케     | 고 히로미 & 키키 키린                   |                                                             |
| シンデレラ・ハネムーン       | 신데렐라 허니문                 | 1978년 | 츠츠미 쿄헤이     | 이와사키 히로미                         |                                                             |
| たそがれマイ・ラブ           | 황혼, 마이 러브                 | 1978년 | 츠츠미 쿄헤이     | 오오하시 준코                           |                                                             |
| 透明人間                     | 투명인간                        | 1978년 | 토쿠라 슌이치     | 핑크 레이디                             |                                                             |
| 彼岸花                       | 피안화                          | 1978년 | 데몬 히데         | 모리 마사코                             |                                                             |
| カサブランカ・ダンディ       | 카사블랑카 댄디                 | 1979년 | 오오노 카츠오     | 사와다 켄지                             |                                                             |
| 舟唄                         | 뱃노래                          | 1979년 | 하마 케이스케     | 야시로 아키                             |                                                             |
| 雨の慕情                     | 비의 모정                       | 1980년 | 하마 케이스케     | 야시로 아키                             | 1980년 일본레코드대상 대상                                  |
| 酒場でDABADA                 | 술집에서 DABADA                 | 1980년 | 스즈키 키사부로   | 사와다 켄지                             |                                                             |
| 春は横顔                     | 봄은 옆모습                     | 1981년 | 오츠카 하쿠도     | 오츠카 하쿠도                           |                                                             |
| もしもピアノが弾けたなら     | 만약 피아노를 칠 수 있었다면    | 1981년 | 사카타 코이치     | 니시다 토시유키                         | 1981년 일본작사대상 대상                                    |
| DJが眠ったあとで             | DJ가 잠든 후에                  | 1981년 | 죠니 오쿠라       | 죠니 오쿠라                             |                                                             |
| 鳥の詩                       | 새의 시                         | 1981년 | 사카타 코이치     | 스기타 가오루                           |                                                             |
| 十年ロマンス                 | 10년 로맨스                     | 1981년 | 사와다 켄지       | 더 타이거즈                             |                                                             |
| 色つき女でいてくれよ         | 아름다운 여자로 있어줘          | 1982년 | 모리모토 타로     | 더 타이거즈                             |                                                             |
| 契り                         | 약속                            | 1982년 | 이츠키 히로시     | 이츠키 히로시                           | 1982년 일본작사대상 대상                                    |
| 居酒屋                       | 선술집                          | 1982년 | 오오노 카츠오     | 이츠키 히로시 & 키노미 나나             |                                                             |
| こころ乱して運命かえて       | 마음을 어지럽히고 운명을 바꾸고 | 1983년 | 요시노 후지마루   | 나이토 야스코                           |                                                             |
| 日本海                       | 일본해                          | 1983년 | 오오노 카츠오     | 야시로 아키                             |                                                             |
| 瀬戸内行進曲(IN THE MOOD)    | 세토우치 행진곡(IN THE MOOD)    | 1984년 | 조세프 갈란드     | 크리스탈킹                              |                                                             |
| 北の螢                       | 북녘의 반딧불                   | 1984년 | 미키 타카시       | 모리 신이치                             | 1984년 일본작사대상 대상                                    |
| 熱き心に                     | 뜨거운 마음에                   | 1985년 | 오오타키 에이이치 | 고바야시 아키라                         | 1986년 일본레코드대상 작사상                                |
| 時代おくれ                   | 시대에 뒤쳐진 남자              | 1986년 | 모리타 코이치     | 가와시마 에이고                         |                                                             |
| わたしを棄てたらこわいよ     | 나를 버렸다가는 무서워질거야    | 1986년 | 요시노 후지마루   | 나이토 야스코                           |                                                             |
| もう一度ふたりで歌いたい     | 다시 한 번 둘이서 노래하고 싶다 | 1986년 | 모리타 코이치     | 와다 아키코                             |                                                             |
| あッ                         | 앗                              | 1986년 | 우자키 류도       | 타와라 토시히코                         |                                                             |
| 抱擁                         | 포옹                            | 1987년 | 츠시미 다카시     | 와다 아키코                             |                                                             |
| ろまんちすと                 | 로맨티스트                      | 1987년 | 스즈키 키사부로   | 가와시마 에이고                         |                                                             |
| 豊後水道                     | 분고 수도                       | 1988년 | 미키 타카시       | 가와나카 미유키                         |                                                             |
| 港の五番町                   | 항구의 5번정                    | 1988년 | 사이키 마사오     | 이츠키 히로시                           | 1988년 일본작사대상 대상                                    |
| ダイヤモンドの鷹             | 다이아몬드의 매                 | 1989년 | 우자키 류도       | 류도구미                                |                                                             |
| 花束                         | 부케                            | 1990년 | 핫토리 카츠히사   | 야시로 아키                             | 1990년 일본레코드대상 작사상                                |
| 春夏秋秋                     | 춘하추추                        | 1992년 | 미키 타카시       | 이시카와 사유리                         |                                                             |
| 三都物語                     | 세 도시 이야기                  | 1992년 | 타니무라 신지     | 타니무라 신지                           |                                                             |
| あれから                     | 그 때부터                       | 1993년 | 스즈키 키사부로   | 고바야시 아키라                         |                                                             |
| 花のように鳥のように         | 꽃처럼 새처럼                   | 1994년 | 스기모토 마사토   | 계은숙                                  | 1994년 일본레코드대상 작사상 1994년 일본작사대상 우수작품상 |
| ロックの好きなベイビー抱いて | 록을 좋아하는 베이비를 안고서   | 1994년 | 아유카와 마코토   | 시나 & 로켓                             |                                                             |
| 美し都                       | 아름다운 도시                   | 1995년 | 히라마츠 에리     | 히라마츠 에리                           |                                                             |
| D・51                        | D-51                            | 1998년 | 하마 케이스케     | 스가와라 야스노리                       |                                                             |
| 昭和最後の秋のこと           | 쇼와 마지막 가을의 일           | 1999년 | 하마 케이스케     | 모리 신이치, 계은숙 하마 케이스케       |                                                             |
| 昭和恋唄                     | 쇼와 연가                       | 2001년 | 타니무라 신지     | 고바야시 아키라                         |                                                             |
| 傘ん中                       | 우산 속                         | 2002년 | 후나무라 토오루   | 이츠키 히로시                           | 2002년 일본작사대상 대상                                    |
| ムカシ                       | 옛날                            | 2003년 | 우자키 류도       | 미야코 하루미                           |                                                             |

### 출판
이 목록은 아쿠 유의 출판 작품 중, 수상 실적이 있는 작품과 영화 및 드라마, 만화 등으로 제작된 작품을 중심으로 나열한 것이다.
| 일본어 제목            | 한국어 번역          | 발매년 | 출판사         | 비고                          |
| ---------------------- | -------------------- | ------ | -------------- | ----------------------------- |
| 男と女の部屋           | 남자와 여자의 방     | 1973년 | 후타바샤       | 카미무라 카즈오 만화의 원작   |
| 悪魔のようなあいつ 1~2 | 악마같은 녀석 1~2    | 1975년 | 코단샤         | 카미무라 카즈오 만화의 원작   |
| 花心中 1~2             | 꽃의 죽음            | 1975년 | 코단샤         | 카미무라 카즈오 만화의 원작   |
| 瀬戸内少年野球団       | 세토우치 소년 야구단 | 1979년 | 분게이슌주     | 1984년 영화화                 |
| 家族の神話             | 가족의 신화          | 1981년 | 코단샤         | 1982년 TBS 드라마화           |
| 殺人狂時代 ユリエ      | 살인광시대 유리에    | 1982년 | 가도카와 쇼텐  | 제2회 요코미조 세이시 상 수상 |
| 最後の楽園             | 최후의 낙원          | 1984년 | 코분샤         | 1987년 영화화                 |
| ちりめんじゃこの詩     | 뱅어포의 시          | 1986년 | 분슌 문고      | 1991년 NHK 드라마화           |
| 喝采                   | 갈채                 | 1988년 | 분게이슌주     | 1988년 YTV 드라마화           |
| 恋文                   | 연문                 | 1997년 | 분카 출판사    | 1997년 TBS 라디오드라마화     |
| 球心蔵                 | 구의 심장            | 1998년 | 가와데서방신사 | 1998년 라디오드라마화         |
| 詩小説                 | 시소설               | 2000년 | 중앙공론신사   | 제7회 시마세이연애문학상 수상 |
| ラヂオ                 | 라디오               | 2000년 | NHK 출판       | 2001년 NHK FM 라디오드라마화  |

## 기타
- 2015년 12월 8일 오리콘 차트 기준으로, 작사가별 싱글 판매량에서 총 6,834만장을 기록하여 역대 2위를 차지하였다. 1위는 아키모토 야스시이다.[5]